# New Disease
New Disease è un singolo del gruppo musicale alternative metal Spineshank, il secondo estratto dall'album The Height of Callousness. È considerata la loro canzone più famosa e acclamata dai fan. Dalla canzone è stato anche tratto un video nel quale si può vedere il gruppo eseguire il brano.

## Tracce
1. New Disease – 3:15

## Formazione
- Jonny Santos - voce
- Mike Sarkisyan — chitarra
- Bobbito García — basso
- Rob Decker — batteria